# Günter Dyhrenfurth
Günter Oskar Dyhrenfurth, né le 12 novembre 1886 à Breslau dans l'Empire allemand, l'actuel Wrocław en Pologne et mort le 14 avril 1975, est un alpiniste, géologue, géographe et paléontologue suisse. Expert de l'Himalaya, il a également réussi plusieurs premières ascensions dans les Alpes. C'est pour ses expéditions dans l'Himalaya dans les années 1930 et 1934, qu'il a été distingué, avec sa femme Hettie, par le prix olympique d'alpinisme lors des Jeux olympiques d'été de 1936.

## Biographie
Il élabore, entre 1906 et 1914, une carte géologique de la Suisse et des Alpes orientales. En 1930 il dirige une expédition au Kangchenjunga qui échoue à 6 400 mètres mais conquit le Jongsang Peak (7 459 mètres), plus haut sommet jamais gravi à l'époque. Il émigre en Suisse en 1933 en raison de la montée du nazisme, puis dirige l'année suivante une expédition internationale au Karakoram au cours de laquelle sa femme, Hettie, établit le record féminin d'altitude en atteignant le sommet du Sia Kangri (7 422 mètres).

## Écrits
- Himalaya, troisième pôle (1960)